# Парананский язык
Парананский язык (Casiguran Dumagat, Palanan, Palanenyo, Paranan) — язык, на котором говорят парананы, проживающие на острове Лусон, на восточном побережье провинции Исабела, между заливом Дивилакан и городом Динапиге, и в муниципалитете Сан-Мариано на севере Филиппин.
О диалектах ничего неизвестно. Лексически очень близок к языку паранан-агта. Это связано со конвергенцией этих языков, их происхождение различно, что отражается в грамматике.